# Cory Michael Smith
Cory Michael Smith (Columbus, 14 novembre 1986) è un attore statunitense conosciuto per il ruolo di Edward Nygma nella serie televisiva Gotham.

## Biografia
È nato a Columbus, negli Stati Uniti, il 14 novembre 1986, da David Smith e Theresa Fagan. Si è laureato alla Hilliard Darby High School nel 2005. Il 20 marzo 2013 fa il suo debutto al Cort Theatre di Broadway con lo spettacolo teatrale Colazione da Tiffany, al fianco di Emilia Clarke. Successivamente, Smith recita nella miniserie Olive Kitteridige e nel film di Todd Haynes Carol, con Cate Blanchett. A partire dal 2014 entra nel cast principale della serie televisiva Gotham, dove interpreta un giovane Edward Nygma. Nel marzo 2018 ha dichiarato di identificarsi come queer.

## Filmografia

### Cinema
- Camp X-Ray, regia di Peter Sattler (2014)
- Dog Food, regia di Brian Crano (2014)
- Carol, regia di Todd Haynes (2015)
- La stanza delle meraviglie (Wonderstruck), regia di Todd Haynes (2017)
- 1985, regia di Yen Tan (2018)
- First Man - Il primo uomo (First Man), regia di Damien Chazelle (2018)
- Call Jane, regia di Phyllis Nagy (2022)
- May December, regia di Todd Haynes (2023)
- Affeksjonsverdi, regia di Joachim Trier (2025)

### Televisione
- Olive Kitterdige – miniserie TV, episodio 1x02 (2014)
- Gotham – serie TV, 96 episodi (2014-2019) - Edward Nygma
- Utopia - serie TV
- Transatlantic - miniserie TV, 8 episodi (2023)

### Teatro
- The Cockfight play (2013)
- The Whale (2013)
- The Shaggs: philosophy of the world (2013)
- Colazione da Tiffany (2013)

## Riconoscimenti
- 2015 - Critics' Choice Television Awards - Candidatura al Miglior attore non protagonista, per Olive Kitteridge.[6]
- 2017 - Teen Choice Awards - Candidatura al Teen Choice Award for Choice TV Villain, per Gotham.[7]
- 2018 - Queen Palm al Melbourne International Film Festival - Vincitore del premio al miglior attore, per 1985.[8]

## Doppiatori italiani
Nelle versioni in italiano delle opere in cui ha recitato, Cory Michael Smith è stato doppiato da:
- David Chevalier in Gotham, Utopia, Transatlantic, Saturday Night
- Francesco Venditti in Olive Kitterdige
- Emiliano Coltorti in Carol
- Manuel Meli in May December